# Luís Pita Ameixa
Luís António Pita Ameixa (Ferreira do Alentejo, 13 de Outubro de 1960), é um político e advogado português.

## Biografia

### Nascimento e formação
Luís António Pita Ameixa nasceu em 13 de Outubro de 1960. Licenciou-se em direito.

### Carreira política e profissional
Luís António Pita Ameixa exerce como advogado.
Foi deputado na Assembleia da República nas III, X, XI, e XII Legislaturas da República Portuguesa, pelo círculo eleitoral de Beja, entre 2005 e 2015.
Também foi eleito como presidente da Federação do Baixo-Alentejo do Partido Socialista, e da Assembleia Distrital de Beja. Fez parte do Conselho Geral da Associação Nacional dos Municípios Portugueses e da Comissão Política Nacional do Partido Socialista.
Ocupou a posição de presidente da Câmara Municipal de Ferreira do Alentejo entre 1993 e 2005, sucedendo a José João Lança Guerreiro, que foi presidente entre 1982 e 1993. Durante o período de 2005 a 2017, a presidência da autarquia foi assumida por Aníbal Reis Costa. Em 2017, Luís Pita Ameixa voltou a ser eleito para a presidência do concelho.

## Homenagens
Foi homenageado com a Medalha de Mérito da Junta de Freguesia de Ferreira do Alentejo.